# Elektryczny jeździec
Elektryczny jeździec – amerykańska tragikomedia z 1979 roku w reżyserii Sydneya Pollacka.

## Opis fabuły
Sonny Steele był gwiazdą rodeo. Pięć razy został "kowbojem roku". Po ukończeniu 30 lat, przeszedł na emeryturę. Teraz reklamuje płatki śniadaniowe. Pewnego wieczoru Sonny ma reklamować płatki na ogierze, który jest wart 12 mln dolarów. Kiedy zauważa, że koń jest pod wpływem narkotyków, spina go ostrogami i jedzie na pustynię. W ślad za nim rusza dziennikarka Hallie...

## Obsada
- Robert Redford - Norman "Sonny" Steele
- Jane Fonda - Alice "Hallie" Martin
- Valerie Perrine - Charlotta Steele
- Willie Nelson - Wendell Hickson
- Nicolas Coster - Fitzgerald
- Allan Arbus - Danny Miles
- John Saxon - Hunt Sears

i inni

## Nagrody i nominacje
Oscary za rok 1979
- Najlepszy dźwięk - Arthur Piantadosi, Les Fresholtz, Michael Minkler, Al Overton Jr. (nominacja)